# 孙绍骋
孙绍骋（1960年7月—），男，汉族，山东海阳人，中华人民共和国政治人物。山东大学中文系汉语言文学专业毕业，北京大学国际关系学院科学社会主义与国际共运专业博士研究生学历。中共第十九届、第二十届中央委员。现任中共内蒙古自治区党委书记、自治区人大常委会主任。

## 生平

### 早年及民政部
1984年7月参加工作。1986年5月加入中国共产党。历任民政部科员、主任科员、副处长、处长、副司长、副局长、局长、副部长等职。在民政部救灾部门任职期间，孙绍骋1999年考入北京大学国际关系学院攻读在职博士研究生，导师为潘国华，学位论文题目为《中国当代救灾制度研究》，2002年获博士学位。

### 山东省
2012年7月外调山东，8月被补选为山东省人民政府副省长。

### 山西省
2014年9月，任中共山西省委常委、统战部部长。
2016年11月，任山西省人民政府党组成员、副省长。

### 回炉民政部
2017年2月，任民政部党组副书记、副部长。

### 国土资源部
2017年5月，任中共国土资源部党组书记，次月任国土资源部副部长。

### 退役军人事务部
2018年3月，出任新组建的退役军人事务部部长、党组书记。

### 内蒙古自治区
2022年4月，任中共内蒙古自治区党委书记。
2023年1月，当选为内蒙古自治区人大常委会主任。